# Ishanavarman II.
Ishanavarman II. († 928) war von 923 bis 928 König des Khmer-Reiches Kambuja, bekannt als das Reich von Angkor. 
Ishanavarman II. war der jüngere Sohn von König Yasovarman I. Nach dem Tod seines älteren Bruders Harshavarman I. folgte er diesem als König nach und setzte dessen Regierung in der Hauptstadt von Yashodharapura fort. Nach seinem Tod wurde Jayavarman IV., sein Onkel mütterlicherseits, König des gesamten Angkor-Reichs.
| Vorgänger       | Amt                         | Nachfolger     |
| --------------- | --------------------------- | -------------- |
| Harshavarman I. | König der Khmer 923 bis 928 | Jayavarman IV. |

| Personendaten    | Personendaten                       |
| ---------------- | ----------------------------------- |
| NAME             | Ishanavarman II.                    |
| KURZBESCHREIBUNG | König von Angkor                    |
| GEBURTSDATUM     | 9. Jahrhundert oder 10. Jahrhundert |
| STERBEDATUM      | 928                                 |